# Anton Würz
Pour les articles homonymes, voir Wurz.
Anton Hans Würz (né le 14 juillet 1903 à Munich et mort le 1er décembre 1995 dans la même ville) est un compositeur et musicologue allemand dont les recherches sont axées sur l'opérette .

## Biographie
Würz est le neveu de l'éditeur musical Richard Würz (1885-1965). Il étudie avec Adolf Sandberger (de) au LMU Munich et obtient son doctorat en 1927 avec la thèse de Franz Lachner en tant que compositeur dramatique. Il travaille notamment comme chroniqueur musical au Bayerische Staatszeitung (de). Plus tard, il est surtout sollicité comme lexicographe et écrivit pour la NDB divers articles sur des musiciens et des compositeurs. L'une de ses publications les plus importantes est l'Operetten-Lexikon, paru pour la première fois en 1936 et fréquemment révisé par la suite.
Anton Würz écrit pour le Neue Zeitschrift für Musik et le périodique Musik im Kriege (de).
Lors du Prix d'art de Schwabing (de) en 1969, Anton Würz reçoit le prix d'honneur .
Le legs de Würz est conservé à la Bibliothèque d'État de Bavière.

## Publications (sélection)
- Franz Lachner als dramatischer Komponist, Dissertation, Universität München, 1927.
- Vor 75 Jahren starb Carl Loewe, Musik im Kriege, Heft 1/2 April/Mai 1944, S. 21.
- Operette, in: Die Musik in Geschichte und Gegenwart, Bd. 10.
- Reclams Operettenführer. 24. Auflage. Reclam, Stuttgart 2011,  (ISBN 978-3-15-010834-5).